# Roseli Feitosa
Roseli Amaral Feitosa (São Paulo, 15 de março de 1989) é uma pugilista brasileira. Foi campeã mundial de boxe amador em 2010, na categoria até 81 kg.

## Carreira
Em 18 de setembro de 2010 tornou-se a primeira brasileira a ganhar uma medalha de ouro no Campeonato Mundial de Boxe Amador, realizado em Bridgetown, Barbados. A brasileira superou na final Marina Volnova, do Casaquistão, por 12 pontos a 3, na categoria até 81 quilos.
Em 2011, nos Jogos Pan-Americanos de Guadalajara 2011, Roseli ficou com a medalha de bronze na categoria até 75 kg após ser derrotada pela dominicana Yenebier Guillén.
Em 2012, nos Jogos Olímpicos de Londres, foi eliminada na primeira luta da categoria peso médio (até 75 kg), pela chinesa Jinzi Li pelo placar de 19 a 13.